# Vamana

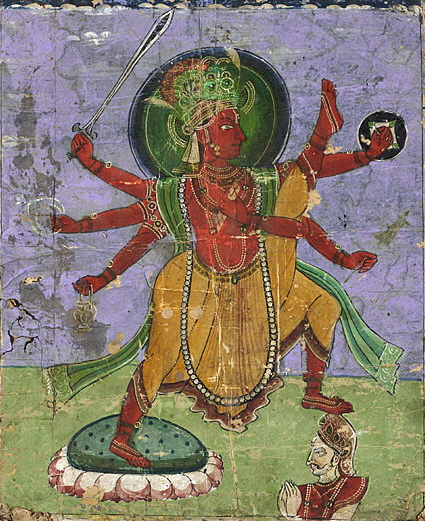
Vamana verbant Bali in de Onderwereld

Vamana (Devanagari: वामन, IAST: Vāmana) is een godheid die wordt beschreven in de Hindoeïstische purana's. Hij wordt gezien als de vijfde avatara van Vishnoe, die het zorgzame aspect van de drie-ene God is. Volgens deze geschriften redde hij de wereld van de (overigens goedhartige) demon Bali, die door zelfverloochening de macht over de hele wereld, of volgens andere bronnen zelfs de drie werelden van de goden, de mensen en de demonen had gekregen. In de gedaante van een kind of dwerg gaat hij naar Bali en vraagt om een stuk grond dat drie stappen groot is. Als hij toestemming krijgt verandert hij zichzelf in de reus Trivikrama (drie stappen) en zet drie stappen om de hele wereld (of dus van de godenwereld naar de mensenwereld en met de tweede stap naar de wereld van de demonen) en krijgt die zo terug.
Vamana is in twee stappen om de aarde. Hij vraagt aan Bali waar hij de derde stap moet zetten. Als Bali weet dat Vamana een incarnatie is van Vishnu, zegt hij tegen Vamana dat hij de derde stap op zijn hoofd mag zetten. Vamana gaat ermee akkoord en verbant hem van de aarde naar de onderwereld (patal lok). Daar wordt Bali koning en moet voor de god Vishnu bidden. Vamana belooft Bali hem ooit op te zoeken in een andere incarnatie.
Matsya  · Koerma  · Varaha  · Narasimha · Vamana · Parashurama (krijger) · Rama (ideale man) · Krishna · Boeddha 

Toekomstig: Kalki